# Infielder

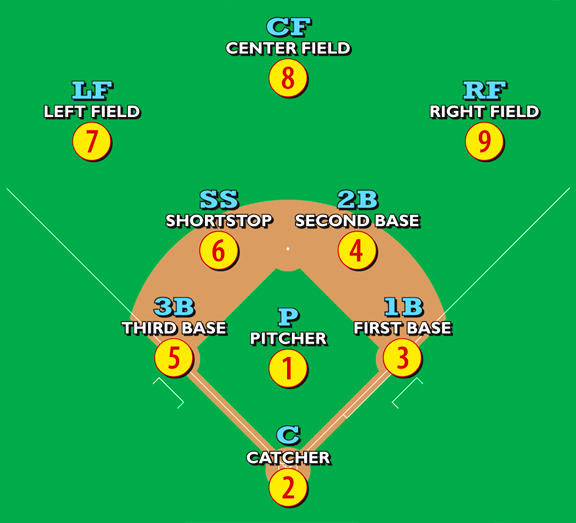
De olika positionerna i baseboll och softboll med deras engelska namn. Infielders är nummer 3 till 6.

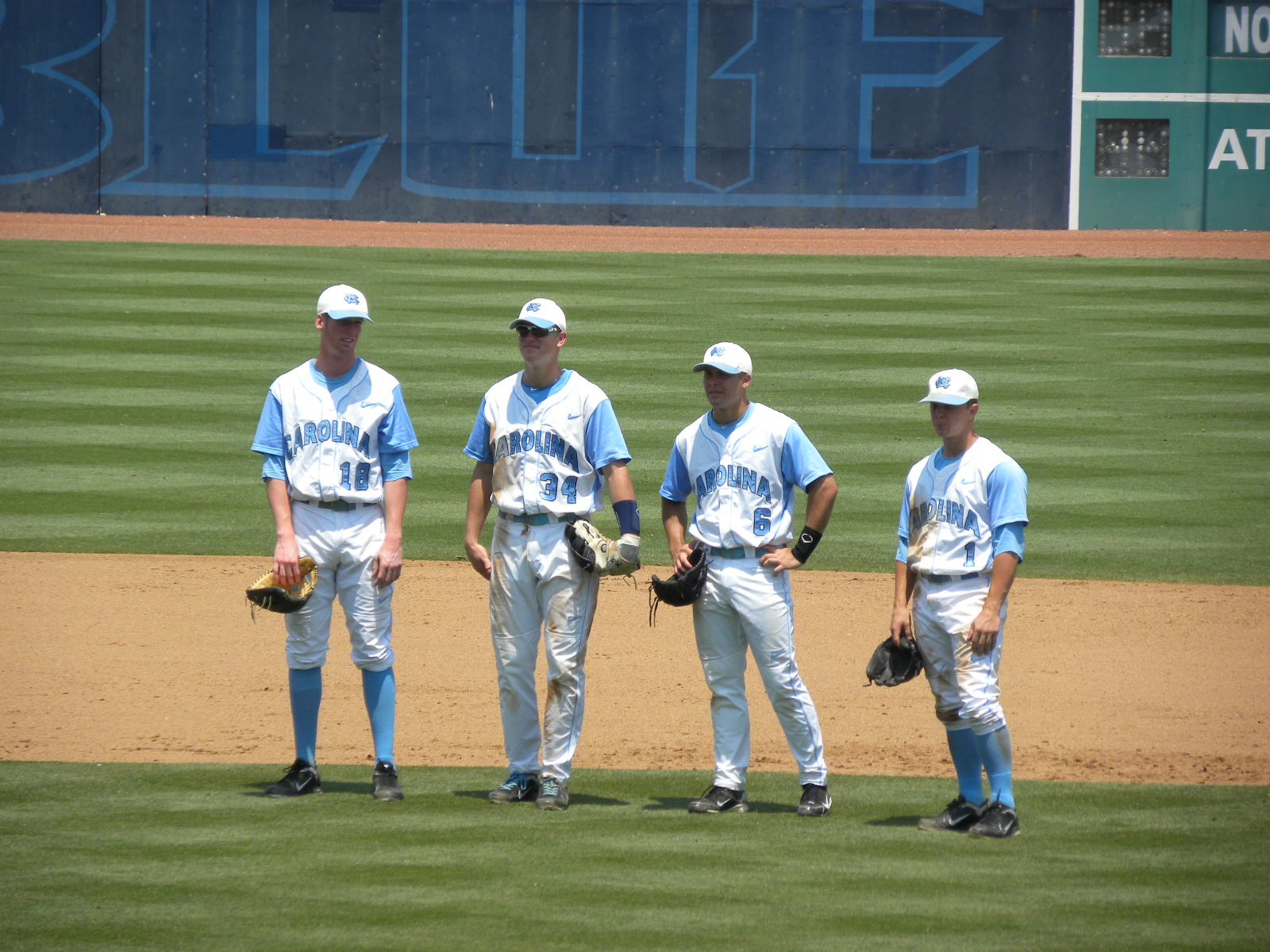
Alla fyra infielders väntar på ett byte av en pitcher.

Infielder är ett samlingsnamn för de fyra positionerna i baseboll och softboll i det område som kallas infield, området mellan och precis utanför baserna. Positionerna är förstabasman, andrabasman, tredjebasman och shortstop. Dessa spelare placerar sig på området mellan infield och outfield och tar hand om de flesta bränningar på första till tredje bas.
Shortstopen och andrabasmannen hanterar flest slagna bollar eftersom de täcker mitten av planen. Flest kast till sig och mest antal bränningar på en match brukar förstabasmannen ha, som även har en lite större handske än de övriga spelarna. Beroende på vart bollen slås alternerar andrabasmannen och shortstopen att ta hand om bränningen på den andra basen. Shortstop och andrabasman är de positioner som oftast är involverade i ett så kallat double play, där man i en och samma spelsekvens bränner två spelare. Tredje bas kallas ibland "heta hörnet" (hot corner). Skälet är att bollar som slås till tredje bas ofta slås ganska hårt och att tredjebasmannen har relativt liten tid att hantera bollen eftersom den ska kastas över hela infield till förstabasmannen för att bränna den springande slagmannen.

## Taktik
Försvarsspelet och spelarnas utgångspositioner vid slagen anpassas efter hur många motståndare som redan tagit sig ut på en bas, var de befinner sig och vem som är slagman. Exempelvis kan försvararna dra sig mot höger för att anpassa sig till slagmän som har tendenser att oftast slå ut bollen åt höger. I vissa lägen förväntar sig försvaret att slagmannen buntar, det vill säga bara stoppar bollen i luften med slagträt utan sving, vilket gör att bollen bara färdas en kort sträcka från slagplatsen. För att möta en förväntad buntning kan första- och tredjebasmannen gå halvvägs in mot slagplatsen från sin respektive bas. Ett annat läge att anpassa sig till är om en baslöpare är snabb och kan förväntas försöka stjäla en bas, det vill säga springa över till nästa bas utan att bollen satts i spel av slagmannen. Försvararna kan då inte vara alltför långt från basen i utgångsläget för att kunna hinna dit och ta emot ett kast från pitchern eller catchern och hinna bränna den som försöker stjäla basen.